# Persone di nome Kathleen
| Questa pagina contiene informazioni ricavate automaticamente dalle voci biografiche con l'ausilio del template Bio e di un bot. L'aggiornamento è periodico e automatico e ricostruisce completamente la pagina. Se manca una persona in questa lista, sei pregato di non aggiungerla, ma accertati piuttosto che la sua voce biografica contenga il template Bio e che i dati anagrafici siano correttamente compilati. Se il template Bio manca, inseriscilo tu stesso o, in alternativa, metti l'avviso {{tmp\|Bio}} che ne segnala la mancanza. Se i dati riportati sono sbagliati, correggi direttamente la voce biografica; le modifiche saranno visibili in questa lista entro pochi giorni. Per chiarimenti vedi il progetto antroponimi. La lista contiene solo le 89 persone che sono citate nell'enciclopedia e per le quali è stato implementato correttamente il template Bio. Pagina aggiornata al 6 ago 2025. |

Questa è una lista di persone presenti nell'enciclopedia che hanno il nome Kathleen, suddivise per attività principale.

## Allenatrici di pallavolo(1)
- Kathleen Luft, allenatrice di pallavolo e ex pallavolista statunitense (San Dimas, n. 1990)

## Antropologhe(1)
- Kathy Reichs, antropologa e scrittrice statunitense (Chicago, n. 1948)

## Archeologhe(2)
- Kathleen Kenyon, archeologa britannica (Londra, n. 1906 - Wrexham, † 1978)
- Kathleen Martínez, archeologa dominicana (Santo Domingo, n. 1966)

## Artiste(1)
- Kathy Mattea, artista statunitense (South Charleston, n. 1959)

## Astronaute(1)
- Kathleen Rubins, astronauta statunitense (Farmington, n. 1978)

## Attrici(29)
- Kathy Bates, attrice e regista statunitense (Memphis, n. 1948)
- Kathleen Beller, attrice statunitense (Westchester, n. 1956)
- Kathleen Burke, attrice statunitense (Hammond, n. 1913 - Chicago, † 1980)
- Kathleen Byron, attrice inglese (Londra, n. 1921 - Londra, † 2009)
- Kate Capshaw, attrice, produttrice cinematografica e ex modella statunitense (Fort Worth, n. 1953)
- Kathleen Case, attrice statunitense (Pittsburgh, n. 1933 - North Hollywood, † 1979)
- Kathleen Chalfant, attrice statunitense (San Francisco, n. 1945)
- Kathleen Clifford, attrice statunitense (Charlottesville, n. 1887 - Los Angeles, † 1962)
- Kathleen Freeman, attrice statunitense (Chicago, n. 1919 - New York, † 2001)
- Kathy Garver, attrice statunitense (Long Beach, n. 1945)
- Kathy Griffin, attrice, personaggio televisivo e comica statunitense (Oak Park, n. 1960)
- Kathleen Hughes, attrice statunitense (Hollywood, n. 1928 - † 2025)
- Kathleen Jordon Gregory, attrice statunitense (n. 1942 - Boston, † 1988)
- Kathleen Key, attrice statunitense (Buffalo, n. 1903 - Woodland Hills, † 1954)
- Kathleen Kinmont, attrice, regista e direttrice della fotografia statunitense (Los Angeles, n. 1965)
- Kathleen Kirkham, attrice statunitense (Menominee, n. 1895 - Santa Barbara, † 1961)
- Kathleen Lloyd, attrice statunitense (Santa Clara, n. 1948)
- Kathleen Lockhart, attrice britannica (Southsea, n. 1894 - Los Angeles, † 1978)
- Kate Miller, attrice statunitense (Cincinnati, n. 1969)
- Colleen Moore, attrice e cantante statunitense (Port Huron, n. 1899 - Paso Robles, † 1988)
- Kathleen Myers, attrice statunitense (Covington, n. 1899 - Cincinnati, † 1959)
- Kathleen Rose Perkins, attrice statunitense (New Baltimore, n. 1974)
- Kathleen Quinlan, attrice statunitense (Pasadena, n. 1954)
- Kathleen Robertson, attrice canadese (Hamilton, n. 1973)
- Kathleen Rowe McAllen, attrice statunitense (San Francisco Bay Area, n. 1960)
- Kathleen Stephens, attrice sudafricana
- Kate Walsh, attrice statunitense (San Jose, n. 1967)
- Kathleen Widdoes, attrice statunitense (Wilmington, n. 1939)
- Kathleen York, attrice, cantante e compositrice statunitense (Los Angeles, n. 1975)

## Canottiere(1)
- Kathleen Heddle, canottiera canadese (Trail, n. 1965 - Vancouver, † 2021)

## Cantanti(2)
- Kathleen Hanna, cantante e attivista statunitense (Portland, n. 1968)
- Kathleen Howard, cantante, scrittrice e attrice canadese (New York, n. 1884 - New York, † 1956)

## Cantautrici(2)
- Katy B, cantautrice britannica (Londra, n. 1989)
- Kathleen Edwards, cantautrice canadese (Ottawa, n. 1978)

## Cestiste(2)
- Kathleen Doyle, cestista statunitense (Hinsdale, n. 1998)
- Kathleen MacLeod, cestista australiana (Melbourne, n. 1986)

## Conduttrici televisive(1)
- Kay Rush, conduttrice televisiva, conduttrice radiofonica e disc jockey statunitense (Milwaukee, n. 1961)

## Contralti(1)
- Kathleen Ferrier, contralto inglese (Blackburn, n. 1912 - Londra, † 1953)

## Coreografe(1)
- Kathleen Marshall, coreografa e regista teatrale statunitense (Madison, n. 1962)

## Fisiche(1)
- Kathleen Lonsdale, fisica britannica (Newbridge, n. 1903 - Londra, † 1971)

## Imprenditrici(1)
- Kathy Ireland, imprenditrice, modella e attrice statunitense (Glendale, n. 1963)

## Informatiche(1)
- Kathleen Antonelli, programmatrice irlandese (Creeslough, n. 1921 - Wyndmoor, † 2006)

## Matematiche(1)
- Kathleen Ollerenshaw, matematica e politica britannica (Withington, n. 1912 - Didsbury, † 2014)

## Nobildonne(1)
- Kathleen Agnes Kennedy, nobildonna britannica (Brookline, n. 1920 - Saint-Bauzile, † 1948)

## Nuotatrici(6)
- Kathleen Baker, nuotatrice statunitense (Winston-Salem, n. 1997)
- Kathleen Dawson, nuotatrice britannica (Kirkcaldy, n. 1997)
- Kathleen Ellis, ex nuotatrice statunitense (n. 1946)
- Katie Ledecky, nuotatrice statunitense (Washington, n. 1997)
- Kathleen Nord, nuotatrice tedesca (Magdeburgo, n. 1965 - † 2022)
- Kathleen Russell, nuotatrice sudafricana (n. 1912 - Johannesburg, † 1992)

## Pallavoliste(3)
- Kathleen Olsovsky, ex pallavolista e dirigente sportiva statunitense (Torrance, n. 1982)
- Kathleen Slay, pallavolista statunitense (Plano, n. 1991)
- Kathleen Weiß, pallavolista tedesca (Schwerin, n. 1984)

## Pittrici(2)
- Kathleen Gilje, pittrice e restauratrice statunitense (New York, n. 1945)
- Kathleen O'Connor, pittrice australiana (Hokitika, n. 1876 - Perth, † 1968)

## Poetesse(1)
- Kathleen Raine, poetessa britannica (Ilford, n. 1908 - Londra, † 2003)

## Politiche(8)
- Kathleen Blanco, politica statunitense (New Iberia, n. 1942 - Lafayette, † 2019)
- Kathy Dahlkemper, politica statunitense (Erie, n. 1957)
- Kathleen Eagan, politica statunitense (Truckee, n. 1943)
- Katie Hobbs, politica statunitense (Tempe, n. 1969)
- Kathleen Kennedy Townsend, politica e avvocato statunitense (Greenwich, n. 1951)
- Kathleen Rice, politica e avvocato statunitense (New York, n. 1965)
- Kathleen Sebelius, politica statunitense (Cincinnati, n. 1948)
- Kathleen Van Brempt, politica belga (Wilrijk, n. 1969)

## Produttrici cinematografiche(1)
- Kathleen Kennedy, produttrice cinematografica statunitense (Berkeley, n. 1953)

## Schermitrici(1)
- Kathleen Stanbury-Statbourg, schermitrice britannica

## Sciatrici alpine(1)
- Kathleen Monahan, ex sciatrice alpina statunitense (Aspen, n. 1972)

## Scrittrici(6)
- Kathleen E. Woodiwiss, scrittrice statunitense (Alexandria, n. 1939 - Princeton, † 2007)
- Kathleen Karr, scrittrice statunitense (Allentown, n. 1946 - Chicago, † 2017)
- Kathleen McGowan, scrittrice statunitense (Hollywood, n. 1963)
- Kate O'Brien, scrittrice e drammaturga irlandese (Limerick, n. 1897 - Canterbury, † 1974)
- K. M. Peyton, scrittrice statunitense (Birmingham, n. 1929 - † 2023)
- Kathleen Winsor, scrittrice statunitense (Olivia, n. 1919 - New York, † 2003)

## Socialite(1)
- Kathy Hilton, socialite, personaggio televisivo e attrice statunitense (New York, n. 1959)

## Sociologhe(1)
- Kathleen Barry, sociologa statunitense (Syracuse, n. 1941)

## Soprani(1)
- Kathleen Battle, soprano statunitense (Portsmouth, n. 1948)

## Tenniste(4)
- Kathy Harter, ex tennista statunitense (n. 1946)
- Kathleen Horvath, ex tennista statunitense (Chicago, n. 1965)
- Kathleen Le Messurier, tennista australiana († 1981)
- Kitty McKane, tennista britannica (Londra, n. 1896 - Londra, † 1992)

## Velociste(2)
- Kathy Hammond, ex velocista statunitense (Sacramento, n. 1951)
- Kathleen Russell, velocista e lunghista giamaicana (n. 1927 - Kingston, † 1969)

## Violiniste(1)
- Kathleen Parlow, violinista e insegnante canadese (Calgary, n. 1890 - Oakville, † 1963)